# Hyperplatys californica
Hyperplatys californica är en skalbaggsart som beskrevs av Thomas Casey 1891. Hyperplatys californica ingår i släktet Hyperplatys och familjen långhorningar. Inga underarter finns listade i Catalogue of Life.